# Franziska (romanzo)
Franziska è un romanzo dell'autore italiano Fulvio Tomizza del 1997.
Il libro è stato tradotto in tedesco e in sloveno.

## Trama

### Prima parte
Al narratore viene consegnato da parte di un suo conoscente, il professore goriziano Pečenko, un fascio di lettere risalenti alla prima metà del secolo e indirizzate a una donna residente all'epoca a Trieste. Il narratore cerca allora di ricostruire la sua storia.
Alla fine del XIX secolo, Francesco Giuseppe aveva dichiarato che ai suoi sudditi nati nelle prime sei ore dell'anno 1900 avrebbe offerto il proprio padrinato e una dote di mille corone. Tra i beneficiari vi fu anche Franziska Skripac, figlia di un falegname di San Daniele del Carso che ne aveva posticipato di pochi minuti l'annuncio della nascita affinché essa vi rientrasse; la felicità fu però di breve durata, poiché dopo pochi giorni la madre di Franziska tornò al Creatore.
Franziska crebbe molto legata alla zia Mila, una sarta molto apprezzata che le fece avere il suo primo lavoro come serva in casa della baronessa di Riffenberg, sua cliente. I domestici Boško e Vida la sfruttarono fino a farla ammalare, ma la baronessa le si affezionò e le insegnò a parlare e a scrivere correttamente lo sloveno e il tedesco.
Dopo l'entrata dell'Italia nella Prima guerra mondiale, la baronessa, temendo l'avanzata italiana, lasciò il castello. Franziska tornò a San Daniele per stare vicino al padre e, quando la linea del fronte scavalcò il paese, si mise con altre volontarie a curare i soldati feriti; in tale occasione fece la conoscenza di un ufficiale italiano, il tenente cremonese Nino Ferrari.
Per evitare di trovarsi in mezzo a nuovi combattimenti, il padre Dušan sfollò a Trieste. Franziska iniziò a frequentarci regolarmente le scuole e percepì la differenza d'ambiente rispetto al paese natio, con la maggioranza italiana che guardava dall'alto in basso gli slavi, considerati dei bifolchi favorevoli all'Austria. Dopo la morte della zia Mila, Franziska fu assunta nell'ufficio sanitario delle ferrovie austriache.

### Seconda parte
Dopo l'occupazione di Trieste ad opera delle truppe italiane, nell'ufficio in cui lavorava Franziska s'insediò il genio militare, comandato dal capitano Santachiara e del quale faceva parte il tenente Ferrari già incontrato dalla ragazza. 
Grazie alla vicinanza reciproca, in Franziska si sviluppò un certo sentimento per Nino, grazie al quale migliorò la sua padronanza dell'italiano, e iniziarono a parlare di matrimonio. Franziska presentò a Nino il proprio padre, vergognandosi un po' delle sue umili origini al confronto di quelle del fidanzato, proveniente da una famiglia d'industriali. Durante una missione nelle Alpi Carniche Nino si sentì male e al ritorno gli fu diagnosticata una pleurite. Rina, sorella di Nino, venne a trovarlo a Trieste e lo convinse a seguirlo nel ritorno alla casa paterna perché fosse meglio curato.

### Terza parte:Le lettere
Dopo un breve soggiorno di Franziska e Nino nella casa di vacanze della famiglia di lui a Quercianella, il rapporto tra i due divenne esclusivamente epistolare. I progetti di matrimonio di Nino decaddero, e l'uomo ad un certo punto smise di scrivere alla giovane slovena,, al punto che Franziska si rivolse persino a Santachiara, col quale era rimasto in contatto, per capire come dovesse gestire la situazione.

### Epilogo
Nel 1943, per timore dei bombardamenti, l'avvocato Presel, datore di lavoro di Franziska, mandò i suoi due figlioletti a stare a San Daniele con la sua dipendente. Lì questa incontrò Boris, un giovane partigiano di una cellula che si stava formando in paese, che le chiese di collaborare, tanto più che anche il suo amico di vecchia data Armando era della partita. Franziska diede una disponibilità di massima, purché ciò non mettesse in pericolo i bambini. Quando i partigiani sloveni fecero saltare un camion militare uccidendo molti soldati, ne fu inorridita; tuttavia mentì a un ufficiale italiano, giunto a casa sua in cerca dei ribelli, per salvare Boris e Armando che vi si erano nascosti. Dopo di ciò non ne volle più sapere e tornò a Trieste coi bambini.

## Personaggi
- Frančiška Jožefa Skipac detta Franziska: la protagonista del romanzo. In gioventù è considerata una donna molto avvenente, grazie alla sua alta statura e ai capelli biondi. Muore nel 1982 per i postumi di un investimento stradale.
- Dušan Skripac: padre di Franziska.
- Marija: madre di Franziska e moglie di Dušan.
- Mila: zia di Franziska, di professione sarta. Muore di denutrizione durante la Prima guerra mondiale.
- Gelda, baronessa di Riffenberg: donna nata in Stiria, moglie di un ufficiale della marina austriaca caduto nella battaglia di Lissa. Quando prende Franziska al proprio servizio è una donna anziana.
- Boško e Vida: domestici della baronessa, marito e moglie.
- Srečko: amico d'infanzia di Franziska, poeta morto in giovane età.
- Francesco Ferrari detto Nino: figlio di un industriale cremonese delle ceramiche, di cui è destinato a ereditare l'attività col fratello Ladislao. Durante e dopo la Grande Guerra fa parte del genio militare col grado di tenente. Dopo una crisi della sua impresa si riduce a fare l'insegnante, e muore nel 1959 a 78 anni, senza sposarsi mai.
- Rina Ferrari: sorella maggiore di Nino, non sposata.
- Oreste Santachiara: lucano di nascita, uomo di molti interessi e di ferventi sentimenti irredentisti, ammiratore dell'impresa di Fiume e di Mussolini. Col grado di capitano, è il superiore di Nino, del quale è maggiore di due anni. Dopo il congedo occupa un posto di segretario comunale a Cessalto, dal quale è allontanato a causa di accuse di corruzione; torna allora ad abitare a Trieste portando con sé la moglie e le figlie e rincontrando Franziska.
- Armando: abitante di San Daniele. Ferito in Albania, è rimandato a casa, dove aderisce alla Resistenza, cosa che gli sarebbe poi costata la vita.
- Boris: ventenne partigiano di San Daniele, dalla sorte comune a quella di Armando.
- Vida e Ucio Presel: figli di un avvocato triestino affidati alle cure di Franziska.

## Edizioni
- Fulvio Tomizza, Franziska, collana Scrittori italiani, Milano, Mondadori, 1997, ISBN 88-04-42527-X.
- Fulvio Tomizza, Franziska, Milano, Club degli Editori, 1998.
- Fulvio Tomizza, Franziska, collana Oscar Bestsellers, n. 951, Milano, Mondadori, 1999, ISBN 88-04-46441-0.
- (DE) Fulvio Tomizza, Franziska: eine Geschichte aus dem 20. Jahrhundert, Wien, Zsolnay, 2001, ISBN 3552049983.
- (SL) Fulvio Tomizza, Franciska, Celovec, Mohorjeva, 2002, ISBN 3850139042.